# 君士坦丁堡大学

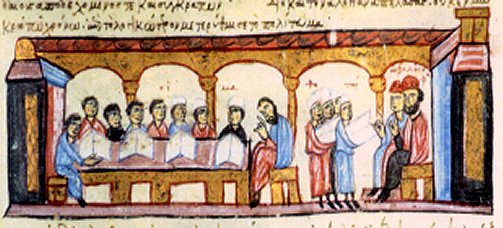
描述君士坦丁堡大学哲学课程的插画，出自12世纪的《马德里的斯基利齐斯手抄本》

君士坦丁堡大学，有时也被称作玛格纳夫拉宫大学（希臘語：Πανδιδακτήριον τῆς Μαγναύρας），是東羅馬帝國教育机构，其起源可追溯至425年皇帝塞奧多西二世在卡皮托利神庙内设立大学（羅馬化：Pandidakterion）。
拜占庭社会总体而言是接受过教育的社会。初等教育广泛普及，甚至可到村一级别，且男女均可接受教育。女性对文化的参与度也很高。学术教育不仅推行于君士坦丁堡，还包括安条克和亞歷山大等主要城市。
425年皇帝塞奧多西二世在卡皮托利神庙内建立了君士坦丁堡最早的“大学”，共有31位教师，包括10位希腊语和拉丁语语法教师，2位法律教师，1位哲学教师，8位修辞学教师，其中5位以希腊语教学，3位以拉丁语教学。该大学的唯一目的是为国家的行政管理培养公务员。
大多数学生接受的高等教育主要内容是修辞学、哲学以及法学，从而培养能干且有学识的人，为国家及教会官职提供人手。从这一意义而言，大学就等同于世俗化的神学院。大学保持着活跃的柏拉图主义和亞里斯多德主義哲学传统，而前者来源于雅典学院。 
玛格纳夫拉宫学院建立于9世纪，但没有持续很久。1046年君士坦丁九世重组了大学并开设了法学系（Διδασκαλεῖον τῶν Νόμων）和哲学系（Γυμνάσιον）。君士坦丁堡大学的消亡始于1204年第四次十字军东征中拉丁人攻占君士坦丁堡，其在教会管理下作为非世俗机构幸存下来，一直到1453年君士坦丁堡陷落。穆罕默德二世征服该城后，将其重建为一座伊斯兰学校。
君士坦丁堡大学的讲师马塞奥斯成为了1454年建立的法那尔希腊正教学院的第一任院长。
1046年重建的君士坦丁堡大学被学者们认为是一所“大學”，因为其如同现代意义上的大学，是在多个领域都有教师的高等教育机构；但是部分学者不认同该观点，认为其并未考虑到拜占庭的高等教育中心通常缺少西欧中世紀大學的法人团体架构。尽管如此，《中世纪百科全书》（法語：Dictionnaire encyclopédique du Moyen Âge）仍将425年建立的大学定义为“大学机构”。